# إسدراس سيلفا إي سيلفا
إسدراس سيلفا إي سيلفا (بالبرتغالية: Esdras Silva e Silva‏) المعروف باسم إسدراس (مواليد 6 مارس 1990 في بورتو سيجورو، البرازيل) هو لاعب كرة قدم برازيلي يجيد اللعب في مركز الوسط المدافع وبدرجة أقل الوسط المحوري وقلب الدفاع. يلعب حاليا لصالح عبري الذي ينافس في دوري الدرجة الأولى العماني منذ 2020.